# فيلا فيردي
فيلا فيردى، (بالإنجليزية: Villa Verde)‏، هي بلدية، في مقاطعة أوريستانو، في منطقة سردينيا الإيطالية، وتقع على بعد حوالي 70 كم (43 ميل) شمال غرب كالياري، وحوالي 25 كم (16 ميل) جنوب شرق أوريستانو.

## السكان
في سنة 1861 بلغ عدد السكان 537 نسمة، وتطور العدد ليصل في سنة 2011 لـ 335 نسمة.
يظهر هذا المخطط البياني تطور النمو السكاني لـ فيلا فيردي